# Kanton Pipriac
Der Kanton Pipriac war von 1790 bis 2015 ein französischer Wahlkreis im Arrondissement Redon, im Département Ille-et-Vilaine und in der Region Bretagne; sein Hauptort war Pipriac.

## Geschichte
Der Kanton entstand am 15. Februar 1790. Von 1801 bis 2015 gehörten die Wahlberechtigten aus neun Gemeinden zum Kanton Pipriac. Mit der Neuordnung der Kantone in Frankreich wurde der Kanton 2015 aufgelöst und die Gemeinden wechselten zu anderen Kantonen.

## Lage
Der Kanton lag im Südwesten des Départements Ille-et-Vilaine. 

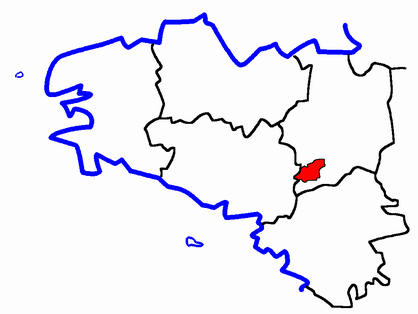
Lage des Kantons Pipriac innerhalb der Bretagne

## Gemeinden
| Gemeinde            | Bretonisch      | Einwohner (2022) | Fläche (km²) | Code postal | Code Insee |
| ------------------- | --------------- | ---------------- | ------------ | ----------- | ---------- |
| Bruc-sur-Aff        | Brug            | 856              | 21.23        | 35550       | 35045      |
| Guipry              | Gwipri          | 3744             | 50.35        | 35480       | 35129      |
| Lieuron             | Luzron          | 802              | 16.72        | 35550       | 35151      |
| Lohéac              | Lohieg          | 700              | 5.11         | 35550       | 35155      |
| Pipriac             | Presperieg      | 3.871            | 48.65        | 35550       | 35219      |
| Saint-Ganton        | Sant-Weganton   | 414              | 14.08        | 35550       | 35268      |
| Saint-Just          | Sant-Yust       | 1.103            | 28.05        | 35550       | 35285      |
| Saint-Malo-de-Phily | Sant-Maloù-Fili | 1.074            | 18.77        | 35480       | 35289      |
| Sixt-sur-Aff        | Seizh           | 2.222            | 42.50        | 35550       | 35328      |
| Kanton              | Presperieg      | 14.274           | 245.46       | -           | 3525       |

## Politik
Der Kanton hatte bis zu seiner Auflösung folgende Abgeordnete im Rat des Départements:  
| Vertreter im conseil général des Départements | Vertreter im conseil général des Départements | Vertreter im conseil général des Départements |
| Amtszeit                                      | Name                                          | Partei                                        |
| --------------------------------------------- | --------------------------------------------- | --------------------------------------------- |
| 1945–1949                                     | M. de La Cropte de Chantérac                  | DVD                                           |
| 1949–1954                                     | Clément Le Rouzic                             | RPF, dann DVD                                 |
| 1954–1971                                     | Roger du Halgouët                             | Unabhängiger, dann UNR                        |
| 1971–1995                                     | Gaël de Poulpiquet du Halgouët                | DVD                                           |
| 1995–2011                                     | Alain-François Lesacher                       | DVD                                           |
| 2011–2015                                     | Franck Pichot                                 | PS                                            |